# Oliver Venno
Oliver Venno (ur. 23 maja 1990 w Tartu) – estoński siatkarz, grający na pozycji atakującego, reprezentant Estonii.

## Sukcesy klubowe
Liga estońska:
- 2009
- 2007, 2008

Puchar Słowenii:
- 2009

MEVZA:
- 2010, 2015

Liga słoweńska:
- 2010

Liga niemiecka:
- 2011[3]

Puchar Niemiec:
- 2012

Puchar CEV:
- 2019

Liga turecka:
- 2019

Superpuchar Turcji:
- 2019

Liga katarska:
- 2021

Puchar Emira:
- 2022[4]

Klubowe Mistrzostwa Azji:
- 2024[5]
- 2023[6]

## Sukcesy reprezentacyjne
Liga Europejska:
- 2016, 2018
- 2021

## Nagrody indywidualne
- 2010: Siatkarz roku w Estonii
- 2011: Siatkarz roku w Estonii
- 2018: Najlepszy przyjmujący Ligi Europejskiej